# Maciej Pawełczyk
Maciej Pawełczyk (ur. 1980 we Wrocławiu) – polski producent programów telewizyjnych, teledysków, współwłaściciel firmy produkcyjnej Inbornmedia, gitarzysta i kompozytor w zespole dollZ (dawniej Dolls Insane).

## Serie telewizyjne i filmy
- „Prawdziwy Bohater" (serial dokumentalny, TVP, 2019)[2];
- „Złomowisko PL" (serial dokumentalny, Discovery Channel, od 2015)[3];
- „Spakowane Życie" (serial dokumentalny, BBC Brit, 2019)[4];
- „Ostatni Górale" (film dokumentalny, 2018)[5];
- „Poza Cywilizacją" (serial dokumentalny, Discovery Channel, 2019)[5];
- „Górale" (serial dokumentalny, Polsat Play, od 2018)[6];
- „Nastoletni Tatuśkowie" (serial dokumentalny, Polsat Play)[7];
- „Rolnicy" (serial dokumentalny, Polsat Play)[8];
- „Budowlańcy" (serial dokumentalny, Polsat Play)[9];
- „Misja Skarb" (serial dokumentalny, Fokus TV, 2017-2019)[10];
- „Asy B Klasy" (serial dokumentalny, Canal+ Discovery, 2018)[11];
- „Rock the Road" (serial podróżniczy, pilot serii, 2016)
- „Jak Z Niczego Zrobić Coś" (serial edukacyjny, TVN, 2015)[12];
- „Legendy Motoryzacji" (serial motoryzacyjny, TVN, 2015);
- „Michniewicz. Inny Świat" (serial podróżniczy, TTV, 2014)[13];
- „Odlotowy Ogród" (reality show, TTV, 2014)[14];
- „Kossakowski. Szósty Zmysł" (serial podróżniczy, TTV, 2013, 2014)[15];
- „Kossakowski. Wtajemniczenie" (serial podróżniczy, TTV, 2018)[16];
- „Nie Ma Lipy" (serial dokumentalny TVN, 2012)[17];
- „Celebrechty" (serial animowany TVN, 2009)[18].
- „Ziemia Zapomniana?" (film dokumentalny, 2009)[5]
- „Laboga. Piecyki z Wrocławia" (film dokumentalny, 2008)[5]

## Teledyski
- Szymon Chodyniecki „Sin Usar Palabras / Bez słów” – (produkcja)
- Trzynasta w Samo Południe „Biegnę” – (produkcja)
- Dollz (dawniej Dolls Insane)
  - „Czy Ktokolwiek?” – (produkcja/reżyseria)
  - „Tory!” – (produkcja)
  - „Every Street” – (produkcja)
- Czerwone Gitary „Lecz Tylko na Chwilę” – (produkcja)
- Vader „Never Say My Name” – (produkcja/reżyseria)
- Danny „Emely” – (produkcja/reżyseria)
- Marcin Rozynek „Ubieranie do Snu” – (produkcja)
- Danzel „What is Life” – (produkcja)
- Helou „Życie to Ty i Ja” – (produkcja/reżyseria)
- Danzel „Clap Your Hands” – (produkcja/reżyseria)
- Łzy „Puste Słowa” – (produkcja)
- Szymon Wydra i Carpe Diem „Całe Życie Grasz” – (produkcja/reżyseria)
- Riverside „Panic Room” – (produkcja/reżyseria)
- Czerwone Gitary „Wezmę Cię ze Sobą” – (produkcja/reżyseria)
- Papa D „Bezimienni” – (produkcja/reżyseria)
- Basic Element „Feelings” – (produkcja/reżyseria)
- Vader „Sword of the Witcher” – (produkcja/reżyseria)
- Kasia Nova „The Devil” – (produkcja/reżyseria)
- Stachursky „Za Każdy Dzień, za Każdy Szept” – (produkcja/reżyseria)
- Stachursky „Jedwab” – (produkcja/reżyseria)
- Queens „I Say my Body” – (produkcja/reżyseria)
- Code Red „Shut Up” – (produkcja/reżyseria)
- Code Red „18'” – (produkcja/reżyseria)
- Code Red „Kanikuly” – (produkcja/reżyseria)
- Carrion „Trzy Słowa” – (produkcja/reżyseria)
- Carrion „Trudno Uwierzyć” – (produkcja/reżyseria)
- Hermh „Hairesis” – (produkcja/reżyseria)
- Recovery Project „Sweet Dreams” – (produkcja/reżyseria)
- Losza Vera „She's on my Mind” – (produkcja/reżyseria)
- Groovebusters „Destiny” – (produkcja/reżyseria)
- Casteam „I dont” – (produkcja/reżyseria)
- Alchemist Project „Extasy” – (produkcja/reżyseria)
- Alchemist Project „Hare Krishna” – (produkcja/reżyseria)
- Eastclubbers „Love of my Life” – (produkcja/reżyseria)
- Harlem „Chodź Przywitaj ze Mną..” – (produkcja/reżyseria)
- Waves feat. Honeyz – (produkcja/reżyseria)
- 3WKasta „Oni Tak Chcą” – (produkcja/reżyseria)